# Rok 1914

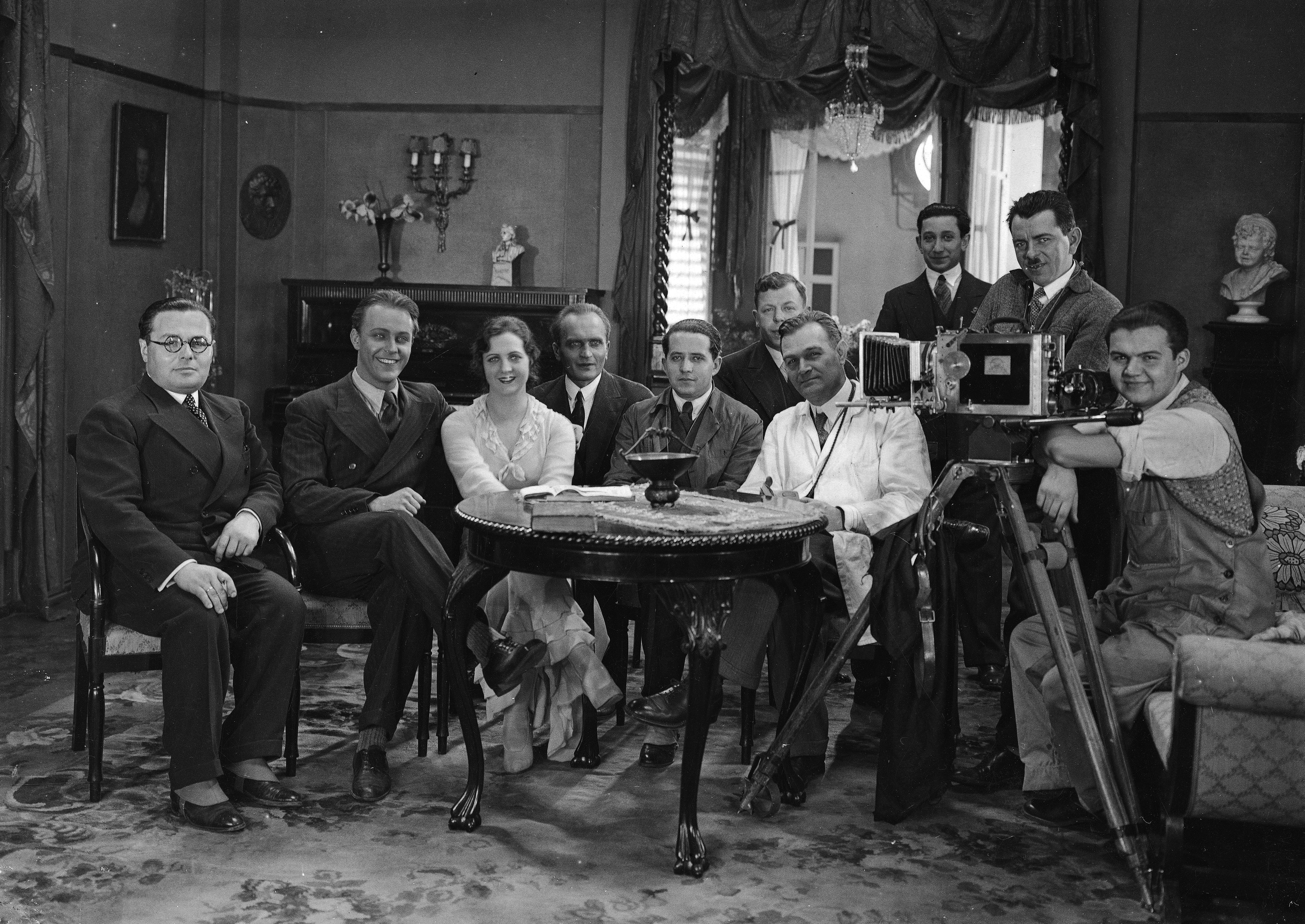
Aktorzy i realizatorzy filmu „Rok 1914”

Rok 1914 – polski film wojenny z 1932 roku.
W głównej roli kobiecej wystąpiła Jadwiga Smosarska, największa gwiazda polskiego kina w okresie dwudziestolecia międzywojennego.

## Treść
Jerzy Mirski planuje poślubić ukochaną kobietę. Jednak w związku z wybuchem wojny, kierując się poczuciem obowiązku wobec ojczyzny, odwołuje ślub i wstępuje do Legionów. Bierze udział w walkach z Rosjanami i zostaje ciężko ranny w potyczce. Potyczka odbyła się w pobliżu dworku gdzie mieszkała jego narzeczona. Teraz Hanka opiekuje się ukochanym. Na miejsce przybywa też patrol rosyjski.

## Główne role
- Jadwiga Smosarska (Hanka)
- Józef Maliszewski (Andrzej, brat Hanki)
- Wiesław Gawlikowski (stryj Hanki i Andrzeja)
- Maria Chaveau (ciotka Hanki i Andrzeja)
- Witold Conti (Jerzy Mirski)
- Bazyli Sikiewicz (oficer kozacki)
- Jan Kurnakowicz (Stangret)
- Władysława Krukowska (Zośka)
- Ludwik Fritsche (ksiądz)
- Jerzy Kobusz (Legun)
- Girej Narauz (podoficer kozacki Islam)
- Jan Belina (oficer carski)
- Julian Krzewiński (oficer legionowy)
- Paweł Owerłło